# Monanthes
Monanthes és un gènere botànic de plantes suculentes de la família de les Crassulaceae. Creixen principalment en les Illes Canàries i algunes es poden trobar a Madeira. La major diversitat es troba a l'illa de Tenerife, amb set espècies presents.
Estan emparentades amb Sempervivum, Greenovia, Aichryson i Aeonium per pertànyer a la mateixa família. El nom de monanthes deriva del grec monos, que significa únic i anthos, que significa flor, perquè les flors apareixen solitàries en cada peduncle.
El gènere es compon d'una dotzena d'espècies de plantes petites, que són incapaces de resistir a les gelades, i que formen majoritàriament petites rosetes esfèriques (d'1 a 2 cm) o de petites branques que sostenen fulles suculentes. Les flors tenen una estructura molt característica amb 6-9 pètals. Són espècies que difereixen molt d'unes a unes altres: varien quant al seu cicle vital, d'anual a perenne; en el seu aspecte visual, que poden assemblar-se a un bon observador al gènere Sempervivum o Sedum. De fet, pot que el gènere Monanthes procedeixi del continent africà, perquè en efecte, existeix un sedum (Sedum surculosum) que s'assembla molt a les espècies del gènere Monanthes.

## Espècies
- Monanthes anagensis
- Monanthes icterica
- Monanthes polyphylla
  - Monanthes polyphylla amydros
  - Monanthes polyphylla polyphylla
- Monanthes muralis
- Monanthes lowei
- Monanthes minima
- Monanthes brachycaulos
- Monanthes laxiflora
- Monanthes pallens